# Furkan Kurban
Furkan Muharrem Kurban (Amsterdam, 2 juni 1997) is een Nederlands-Turks voetballer die als middenvelder speelt.

## Carrière
Furkan Kurban speelde in de jeugd van RKSV DCG, AZ, AFC en AFC Ajax. In 2012 speelde hij drie wedstrijden voor Turkije onder 16. In 2016 vertrok hij naar AZ, waar hij in het seizoen 2016/17 met Jong AZ kampioen werd van de Tweede divisie. Hij debuteerde in het betaald voetbal voor Jong AZ op 1 december 2017, in de met 1-0 verloren uitwedstrijd tegen De Graafschap. Kurban kwam in de 88e minuut in het veld voor Iliass Bel Hassani. In juli 2018 zou hij zijn loopbaan in Turkije vervolgen bij Konya Anadolu Selçukspor. Dit kwam echter niet rond en in de herfst van 2018 ging hij voor OFC in de Derde divisie zondag spelen, waar hij de rest van het seizoen 2018/19 speelde.  

### Statistieken
| Seizoen                        | Club           | Land           | Competitie         | Competitie | Competitie | Beker | Beker | Totaal | Totaal |
| Seizoen                        | Club           | Land           | Competitie         | Wed.       | Dlp.       | Wed.  | Dlp.  | Wed.   | Dlp.   |
| ------------------------------ | -------------- | -------------- | ------------------ | ---------- | ---------- | ----- | ----- | ------ | ------ |
| 2016/17                        | Jong AZ        | Nederland      | Tweede divisie     | 3          | 0          | –     | –     | 3      | 0      |
| 2017/18                        | Jong AZ        | Nederland      | Eerste divisie     | 8          | 0          | –     | –     | 11     | 0      |
| 2018/19                        | OFC            | Nederland      | Derde divisie Zon. | 4          | 0          | 0     | 0     | 4      | 0      |
| Carrièretotaal                 | Carrièretotaal | Carrièretotaal | Carrièretotaal     | 15         | 0          | 0     | 0     | 15     | 0      |
| Bijgewerkt op 10 november 2019 |                |                |                    |            |            |       |       |        |        |